# Мост Колорадо-стрит (Пасадина)
Мост Колорадо-стрит (англ. Colorado Street Bridge) — мост через реку Арройо-Секо, расположенный в городе Пасадина (штат Калифорния, США).

## Конструкция
Мост Колорадо-стрит — арочного типа. Он состоит из 11 арок, сделанных из железобетона. Длина моста — 447 м, ширина — 12 м, включая две пешеходные дорожки по 1,5 м. Максимальная высота моста — 45 м. Мост не прямой, а имеет изогнутую структуру. Опоры моста соединяются арочными сводами, которые поддерживают его пролёты.

## История

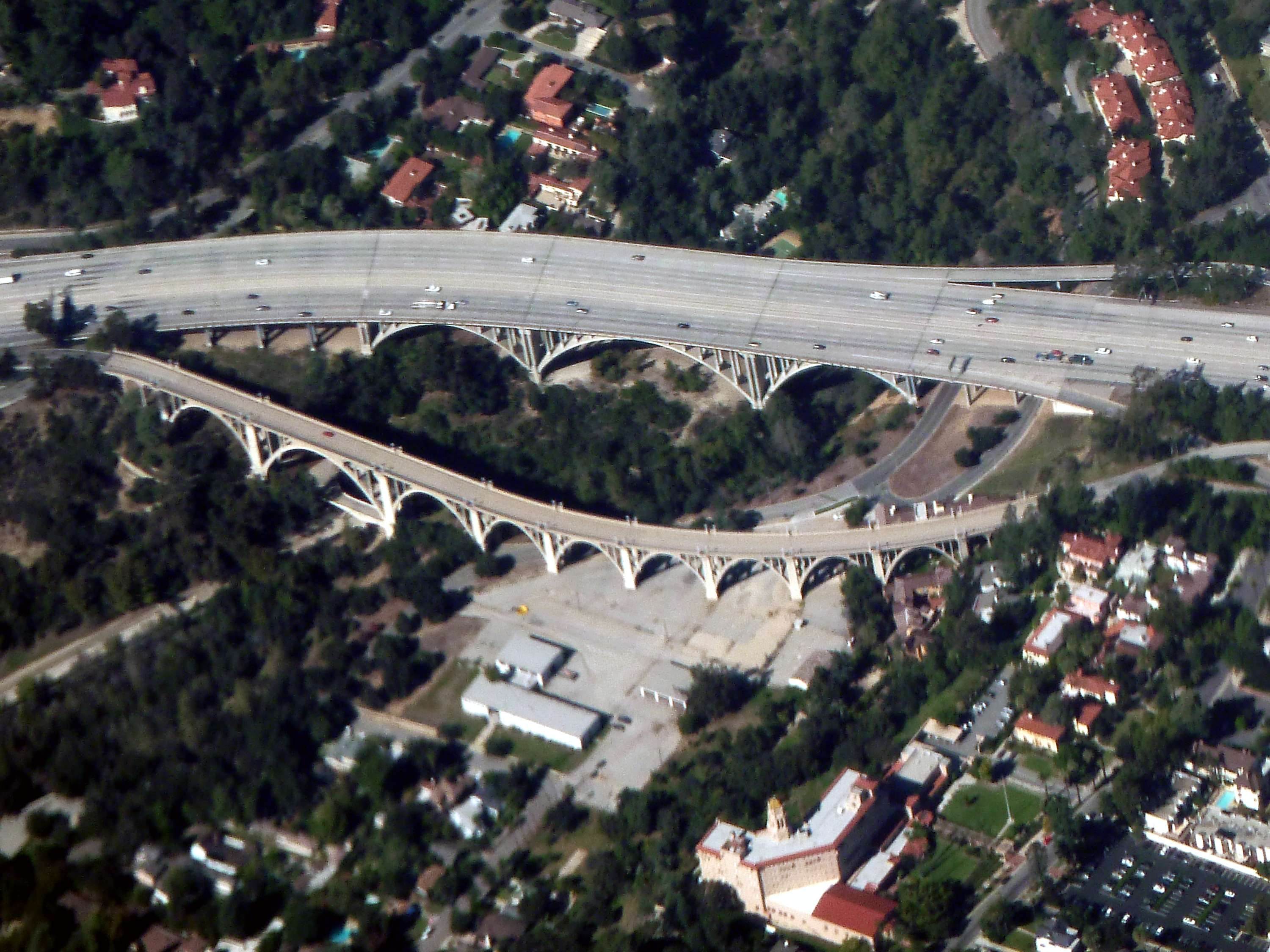
Мосты Колорадо-стрит и Арройо-Секо-парквей

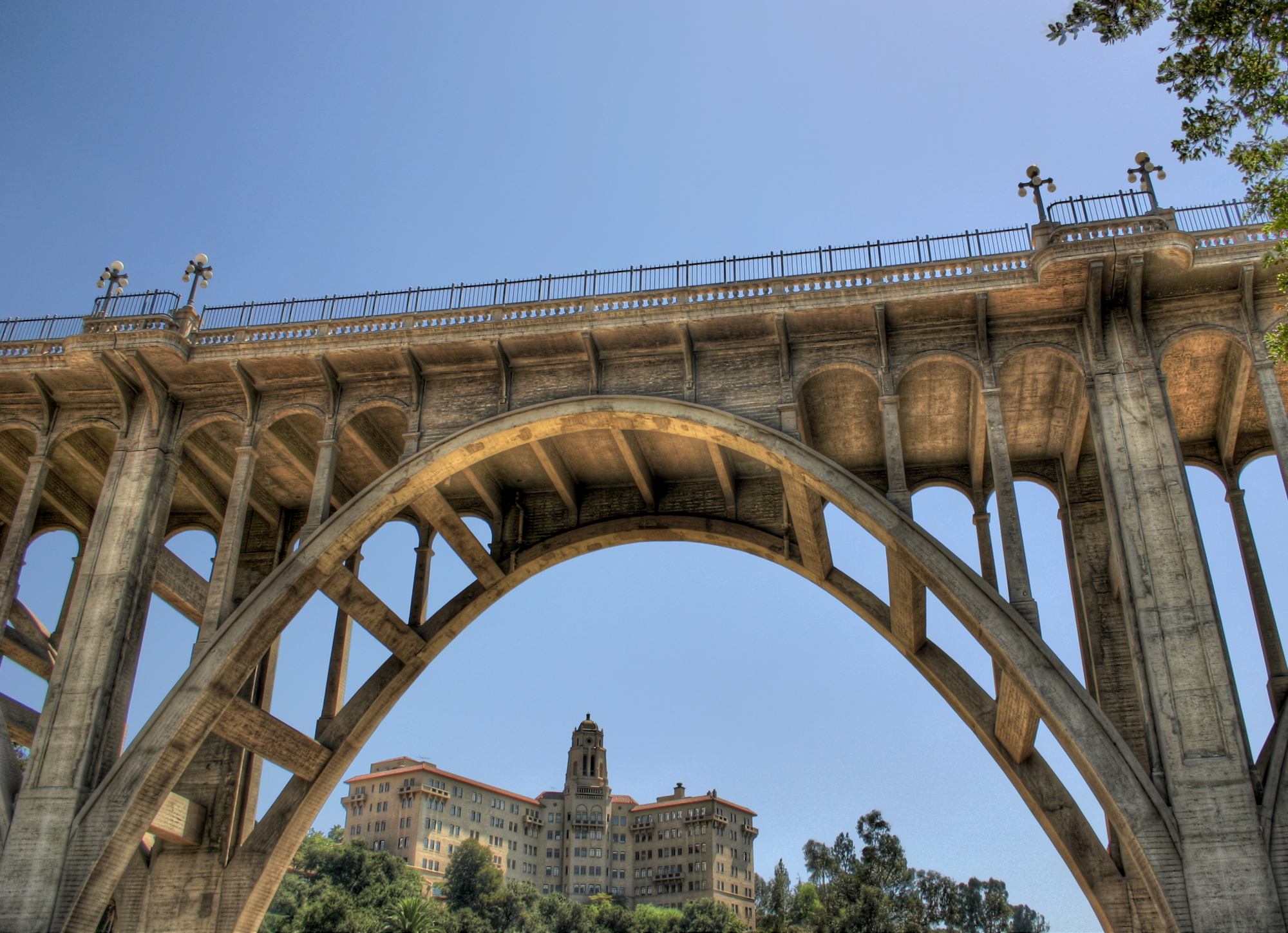
Один из центральных пролётов моста

### Общие сведения
Мост Колорадо-стрит был построен в 1912—1913 годах по проекту инженера Джозефа Александра Лоу Уодделла (Joseph Alexander Low Waddell) из Канзас-Сити (штат Миссури). Строительство моста, которым руководил Джон Дрейк Мерсеро (John Drake Mercereau), заняло 18 месяцев, и мост был открыт для движения 13 декабря 1913 года. Утверждалось, что на момент окончания строительства мост Колорадо-стрит, максимальная высота которого достигала 45 м, был самым высоким бетонным мостом в мире.
До 1940 года, когда рядом был построен более широкий мост Арройо-Секо-парквей (Arroyo Seco Parkway), мост Колорадо-стрит был частью знаменитого шоссе U.S. Route 66.
В начале 1960-х годов мост стал приходить в аварийное состояние — он частично разрушался, от него стали отваливаться куски бетона. После землетрясения 1989 года мост был закрыт из-за сейсмической опасности. В последующие четыре года велась его реконструкция, которая обошлась в 27 миллионов долларов. Отремонтированный мост был вновь открыт в 1993 году.
12 февраля 1981 года мост Колорадо-стрит был внесён в Национальный реестр исторических мест США под номером 81000156.

### Мост самоубийц
За свою историю мост Колорадо-стрит заработал репутацию «моста самоубийц» (англ. Suicide Bridge) — это словосочетание даже используется в качестве его неофициального названия. Первое из задокументированных самоубийств произошло 16 ноября 1919 года. Правда, существует предание, что ещё во время строительства моста один из рабочих упал в ёмкость с жидким цементом, его вовремя не вытащили, и он так и застыл там, в результате чего мост стал про́клятым на долгие времена.
В 1921 году мост Колорадо-стрит фигурировал в фильме Чарли Чаплина «Малыш» (The Kid). В одном из эпизодов фильма показана молодая женщина, стоящая у перил этого моста с мыслями о самоубийстве, от которых её отвлекает маленький ребёнок, отошедший от сидящей рядом няни.
В действительности один из наиболее известных случаев произошёл 1 мая 1937 года, когда отчаявшаяся 22-летняя мать сбросила с моста свою трёхлетнюю дочь, а потом спрыгнула сама. Мать разбилась насмерть, а её дочь спаслась, поскольку её падение было замедлено ветками деревьев. В 1993 году, по прошествии более 55 лет после этой трагедии, дочь присутствовала на церемонии открытия отремонтированного моста.
На 2010 год, более 150 человек свели счёты с жизнью на этом мосту, причём значительное число самоубийств пришлось на годы Великой депрессии. По официальным оценкам, в начале 1930-х годов 79 человек разбились, спрыгнув с этого моста.
В последние годы число самоубийств значительно уменьшилось из-за принятых мер предосторожности. Над витиеватыми бетонными перилами моста были установлены металлические сетки, высота которых (вместе с перилами) составляет около 2,4 м. В августе 2013 года, в год столетнего юбилея моста, планируется установить специальные знаки с надписями для психологической поддержки.